# مسجد السلطان عبد الصمد
مسجد السلطان عبد الصمد أو مسجد مطار كوالالمبور الدولي هو مسجد قرب مطار كوالا لمبور الدولي في سيبانغ في اقليم سلاغور في ماليزيا.

## التاريخ
مسجد السلطان عبد الصمد كان اسمه في الأصل مسجد مطار كوالالمبور الدولي، واخذ اسم مسجد السلطان عبد الصمد رسميا بعد أن تولى السلطان السير عبد الصمد ولاية سلاغور، كما ان المسجد يستخدم باعتباره مسجد الدولي للواصلين والمغادرين من وإلى مطار كوالالمبور، بل هو أيضا مسجد عامة للمسلمين من سالاك تنجي ومركز المطار.

## البناء
شيد مسجد السلطان عبد الصمد من قبل الشركة القابضة لمطارات ماليزيا بيرهاد، والتي تعتبر المشغلة لمطار كوالالمبور، بدأ افتتاح مطار كوالالمبور الدولي في السابع والعشرين من شهر يونيو حزيران من عام 1998، ولكن بناء المسجد بدأ في عام 1997 واكتمل البناء في عام 1999، وافتتح المسجد رسميا في الثاني عشر من شهر آب من عام 2000 من قبل ريجنت سلاغور في ذلك الوقت.

## العمارة
يلاحظ في مسجد السلطان عبد الصمد وجود التأثيرات من عمارة الشرق الأوسط والبلاد العربية، بالإضافة لأساليب الملايو المحلية.

## وصلات خارجية
- موقع مسجد السلطان عبد الصمد على الخريطة
- البوم صور مسجد السلطان عبد الصمد